# La Pierre Clouée
La Pierre Clouée ou Koraïre est un dolmen situé à Andonville dans le département du Loiret en région Centre-Val de Loire.

## Géographie
Le dolmen de La Pierre Clouée est situé à Andonville dans le nord du département du Loiret, dans la région naturelle de la Beauce, à 132 mètres d'altitude, à l'ouest du Bois de la Pierre-Clouée, au sud du bourg d'Andonville, le long d'une voie communale comprise entre les routes départementales 22 et 95.
Le dolmen a été situé sur le territoire de la commune voisine d'Erceville,.

## Description
Le dolmen est constitué de plusieurs orthostates en grès dont l'un comporte des rainures d'un polissoir et un autre des cupules. La table de couverture est cassée en trois parties.

## Protection
L'édifice est classé monument historique en 1889.